# Steve Redgrave
Steven Geoffrey Redgrave (* 23. března 1962, Marlow, Spojené království) je bývalý britský veslař, držitel pěti zlatých olympijských medailí, které vybojoval na pěti po sobě jdoucích olympijských hrách. Je rovněž devítinásobným mistrem světa.
První zlato vybojoval ve čtyřveslici s kormidelníkem na olympijských hrách v Los Angeles roku 1984 (s Martinem Crossem, Adrianem Ellisonem, Andy Holmesem, Richardem Budgettem). V Soulu 1988 získal zlato na dvouveslici bez kormidelníka (s Andy Holmesem). V Barceloně 1992 zlato na dvouveslici obhájil, tentokrát ve dvojici s Matthew Pinsentem, se kterým vybojovali stejné zlato i v Atlantě 1996. Poslední zlato si připsal v Sydney roku 2000 na čtyřveslici bez kormidelníka (s Matthew Pinsentem, Timem Fosterem a Jamesem Cracknellem). Mistrem světa byl v letech 1986, 1987, 1991, 1993, 1994, 1995, 1997, 1998 a 1999. 
V roce 1992 mu byla diagnostikována ulcerózní kolitida. Jako následek léčby tohoto onemocnění střev mu byl v 35 letech zjištěn diabetes.
Roku 2002 byl zvolen 36. největším Britem všech dob.